# 花咲くいろは
『花咲くいろは』（はなさくいろは）は、P.A.WORKS制作による日本のオリジナルテレビアニメ作品、および、これを原作としたメディアミックス作品。テレビアニメは2011年4月から9月まで放送された。公式略称は「花いろ」で、製作委員会名にもこの名が使われている。のちに制作された『サクラクエスト』から逆算し、P.A.WORKSの「お仕事シリーズ」の第一弾に相当する。
原案およびアニメーション制作のP.A.WORKSにとっては、単独製作したアニメとしては今作が初の完全オリジナル作品となった。
なお、アニメは平成23年度第15回文化庁メディア芸術祭アニメーション部門審査委員会推薦作品に選ばれている。
テレビアニメ作品放送終了後に、2012年内に新作映像が放送されることが発表されていたが、同年3月22日に公式サイトにて正式タイトルが『花咲くいろは HOME SWEET HOME』に決まり、同年5月21日には劇場版として公開されることが発表された。2013年3月9日に石川県にて先行公開、同年3月30日より全国公開が開始された。
本作で描かれた「ぼんぼり祭り」は、舞台モデルとなった金沢市湯涌温泉にて、2011年から現実の祭りとして毎年秋に開催されるようになっている。

## 概要
本作は「P.A.WORKS 10周年記念アニメーション作品」と銘打たれている。
2010年12月5日に石川県金沢市の金沢21世紀美術館で製作発表が行われ、2011年春に放映の予定であるとの発表がなされた。
監督は、P.A.WORKSで『CANAAN』を手がけた安藤真裕が務める。本編に先駆けて『月刊ガンガンJOKER』にて、千田衛人の作画による漫画版が連載されている。また、来日する外国人観光客向けフリーペーパー『att JAPAN』の2011年3月号のアニメの記事にも紹介されている。
タイトルロゴは多くに親しまれるよう朝ドラのような形をイメージし、明朝体をメインにしつつ固くなり過ぎぬよう「花咲く」に遊びのある字体を使い背景には薄く和地紋様を取り入れたものとした。

## あらすじ
東京育ちの女子高校生・松前緒花は、ある日、母の皐月から借金を作った恋人と夜逃げすると言われる。緒花は皐月に渡された住所を頼りに石川県の湯乃鷺温泉街にある旅館の喜翆荘（きっすいそう）に身を寄せる。喜翆荘の女将で祖母の四十万スイは、孫の緒花に旅館で働くよう言いつける。緒花は住み込みのアルバイトの仲居見習いとして働きながら学校に通うことになる。
喜翆荘はスイが今は亡き夫と作り上げた旅館であった。スイは祖母ではなく女将として孫の緒花に厳しく指導する。緒花は個性的な従業員たちをはじめとするさまざまな人々の間で経験を積み重ね、成長を遂げてゆく。スイの息子の四十万縁は経営を立て直すために、コンサルタントの川尻崇子とあれこれ策を練るが、常連客との信用を積み重ねてきたスイと対立する。
紆余曲折の末、縁と崇子は喜翆荘で結婚式を挙げ、従業員やスイの祝福を受ける。式のあと、スイは喜翆荘を閉めると宣言。その直後、皐月が雑誌に書いたコラムをきっかけに喜翆荘に予約が殺到するが、ぼんぼり祭りを控え、スイはこれ以上予約を入れないよう厳命する。従業員たちは喜翆荘継続のため無理して客を迎えるが、その結果いつものもてなしができなくなり、従業員同士もトラブルが起きる。スイが臨時の仲居となり祭りの日を乗り切った一同は、夜のぼんぼり祭りに参加する。
祭りのあとの送別会で、縁は喜翆荘を再建すると決意し、従業員たちも再会を誓う。喜翆荘は閉館となったが、建物は歴史的建造物として保存されることになった。緒花は母のいる東京に戻り、従業員たちもそれぞれの道を進む。

## 企画
キャラクター原案を手がけた岸田メルは、この企画を最初にP.A.WORKS社長の堀川憲司と、プロデュース会社『インフィニット』社長の永谷敬之に説明された時、P.A.WORKS初の元請け制作作品であり、同じく北陸地方が舞台となった『true tears』を引き合いに出し（堀川・永谷（当時バンダイビジュアル所属）も関与）、今度は情熱と青春をテーマに制作したいと言われたという。岸田は見せられたプロットから、「昼ドラや朝の連続ドラマシリーズのような印象があり、これはかなり面白くなりそう」と感じたと振り返り、また、キャラクターデザインにおいては「いわゆるアニメ的な個性や特徴がなくてもいい」と語られたことが魅力的だったと話す。
またシリーズ構成・脚本を担当した岡田麿里は、堀川からこの企画を、「仕事を題材にしたオリジナル作品」、「（制作会社の）ピーエーワークスの若いスタッフたちが、仕事を楽しいと思えるようになるアニメを作りたい」と説明され、そのハードルの高さに最初は気後れしたという。しかし、「私はこれから先、こういう出発点のアニメをやらせてもらえることはあるんだろうか？」と思い、最終的に引き受けることにした。

## 舞台
「舞台背景」では現実世界との絡みに主眼を置いて作品を解説し、「物語の舞台」では劇中の舞台を主として解説する。

### 舞台背景
石川県にある架空の温泉街「湯乃鷺温泉街」が主な舞台となる地域であり、湯涌温泉観光協会を始め、石川県や金沢市、金沢美術工芸大学、地元企業であるのと鉄道や光岡自動車などが取材協力をしている。
また、主要舞台である喜翆荘の最寄り駅として登場し、物語上重要な位置を占める「湯乃鷺駅」は、のと鉄道七尾線の西岸駅をモデルとしており、西岸駅には、放送開始後間もない4月29日、「湯乃鷺駅」の駅名標が設置された。重ねて、7月23日からアニメ放送終了直後の時期（10月10日）までの間、主要登場人物5名の担当声優陣による特別車内アナウンス・サービスが七尾 - 穴水間で施行された。また、ヘッドマーク付き列車も運行された。その後、2012年3月24日からNT201号車を使用したラッピング列車が運行を開始し、同時に新規録音のオリジナル車内放送が復活した。これらのオリジナル車内放送を収録したCDなどの限定グッズが、穴水駅構内売店で販売されている。また、2012年10月7日、8日には貸切列車「急行ゆのさぎ」が運行され、専用ヘッドマークを付けて運行された。特に、8日には一般利用客にも開放され、旧バージョンの車内アナウンスや乗車記念品配布も行われた。更に劇場版の石川県先行公開に合わせてNT202号車に新ラッピングが施され、同30日からは新バージョンの車内アナウンスが放送されている。2014年8月1日からはラッピング列車第3弾として同じ北陸地方を舞台にしたピーエーワークスオリジナルアニメ『true tears』および『グラスリップ』とのコラボラッピングを施したNT203号車を2014年8月1日より運行を開始した一方、初代ラッピング車両であるNT201号車は同年10月13日限りで運行終了した。2016年10月8日にはのと鉄道フェスティバル2016に合わせて第3弾「花咲くいろは」ラッピング車両（改）運行開始がNT204号車でなされ、新グッズ販売を穴水駅隣接の穴水町物産館　四季彩々にてを販売開始した。同年10月10日にはNT202・203・204号車の3両連結で唯一の運転がなされた。NT203号車については、ラッピング運行を翌日11日朝に終了している。
登場人物の名字には石川県の地域名である「輪島」「押水」「鶴来」「和倉」や、金沢市の地域名である「四十万」や「富樫」が使用されている。

#### 湯涌ぼんぼり祭り

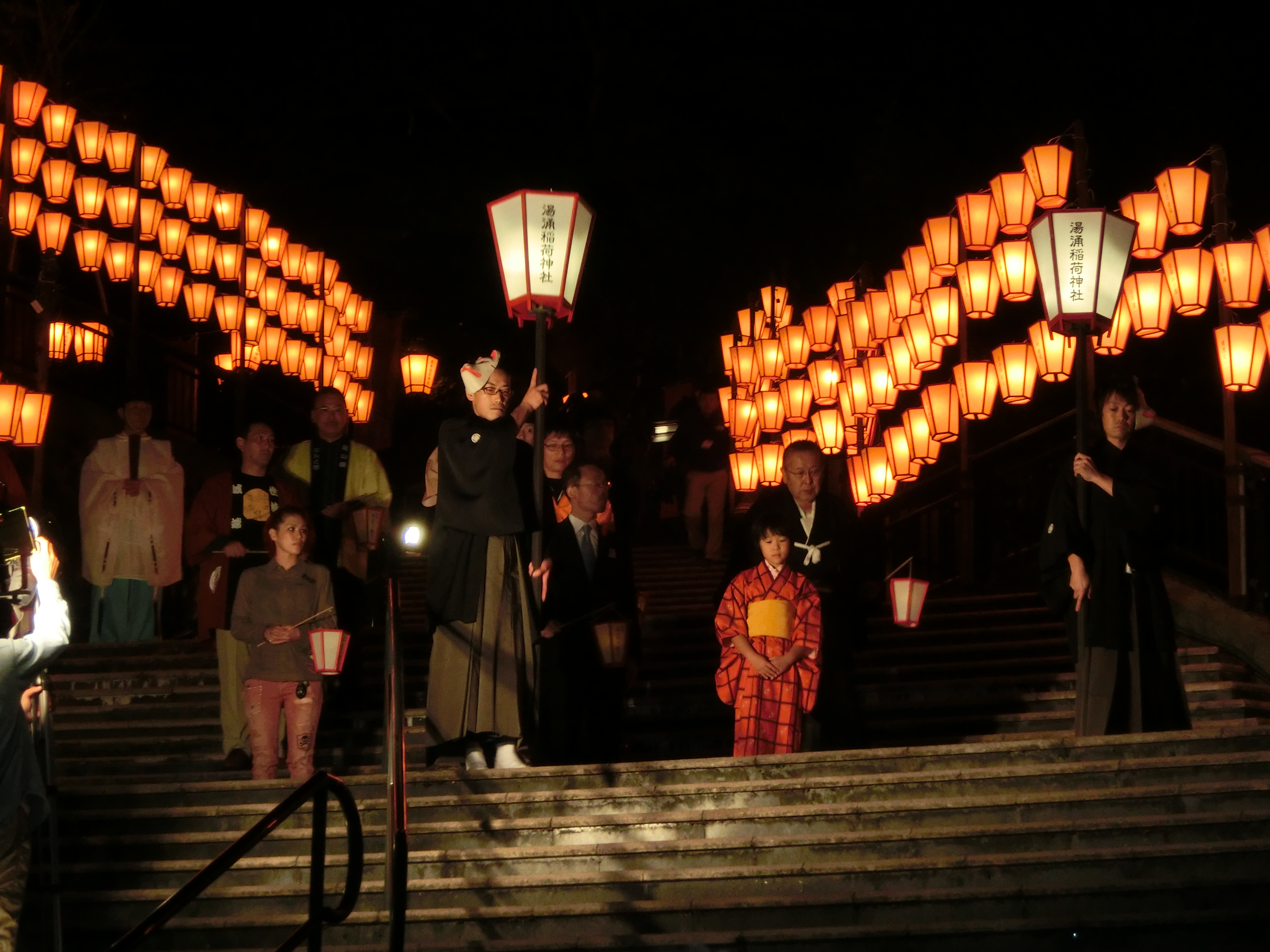
第2回ぼんぼり祭りでの神送の儀の様子

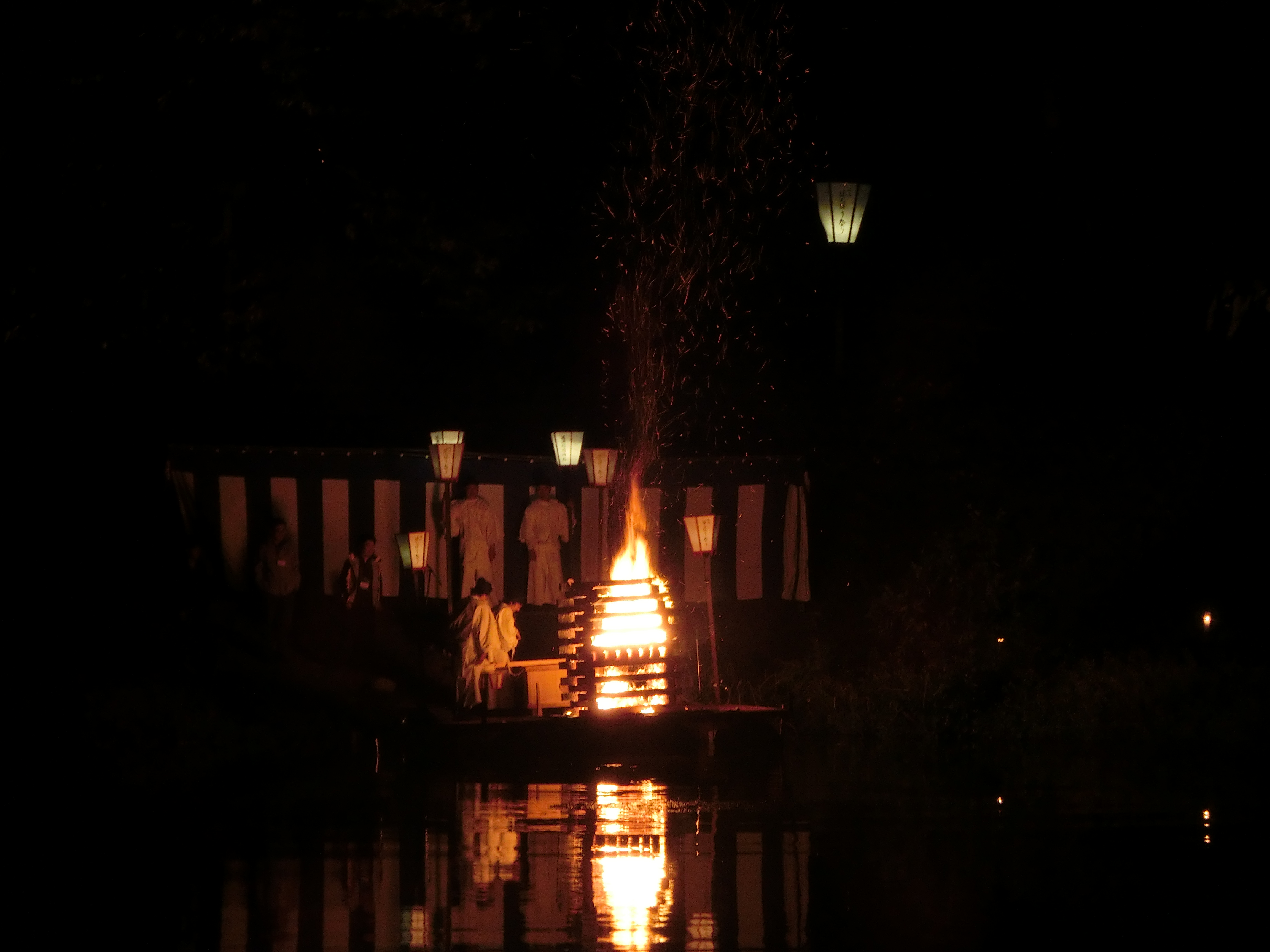
第2回ぼんぼり祭りでののぞみ札焚き上げの様子

### 物語の舞台

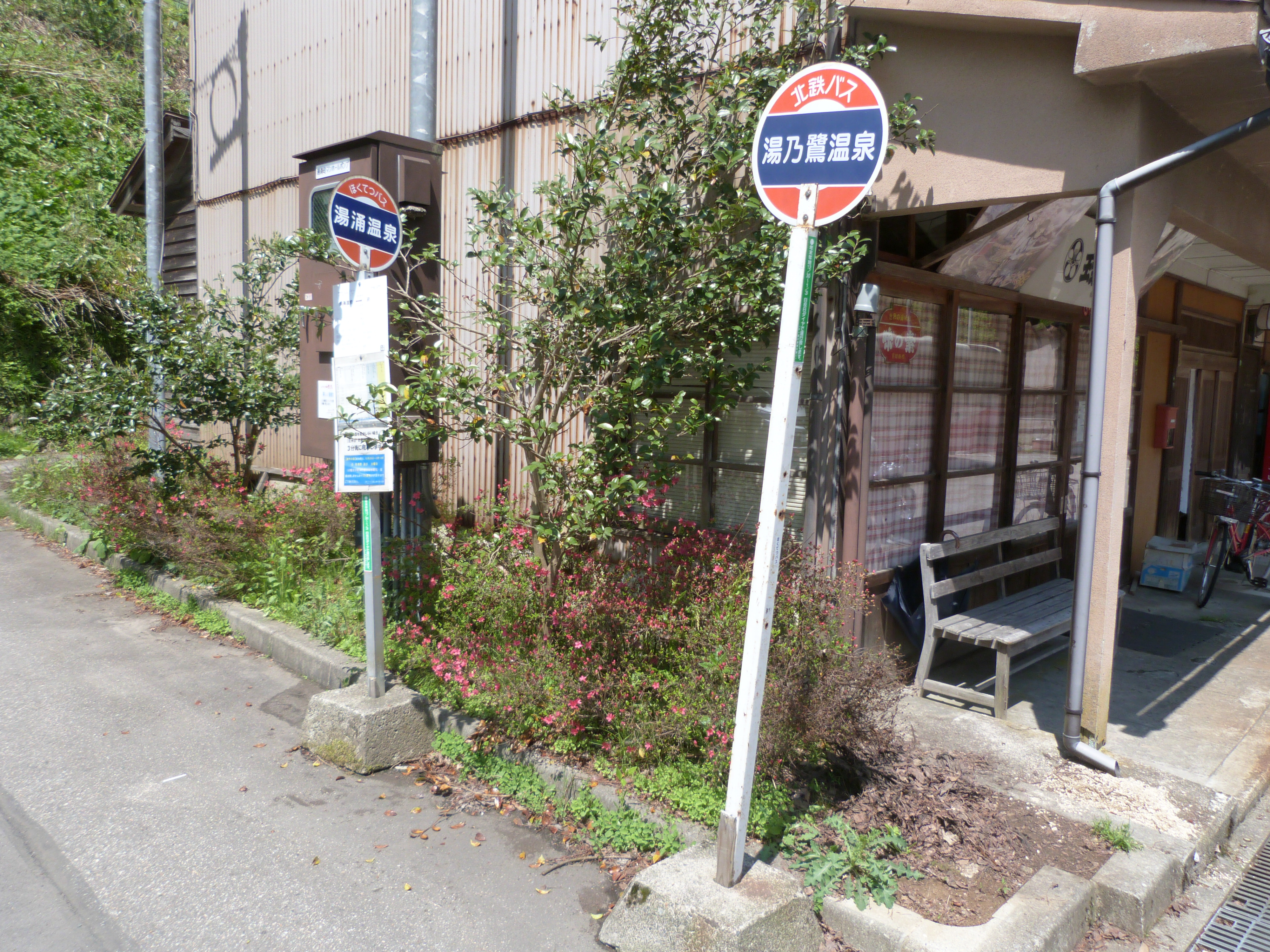
北鉄バス湯涌温泉バス停（乗車口）に設置された、「湯乃鷺温泉」バス停標識レプリカ（右側の標識）

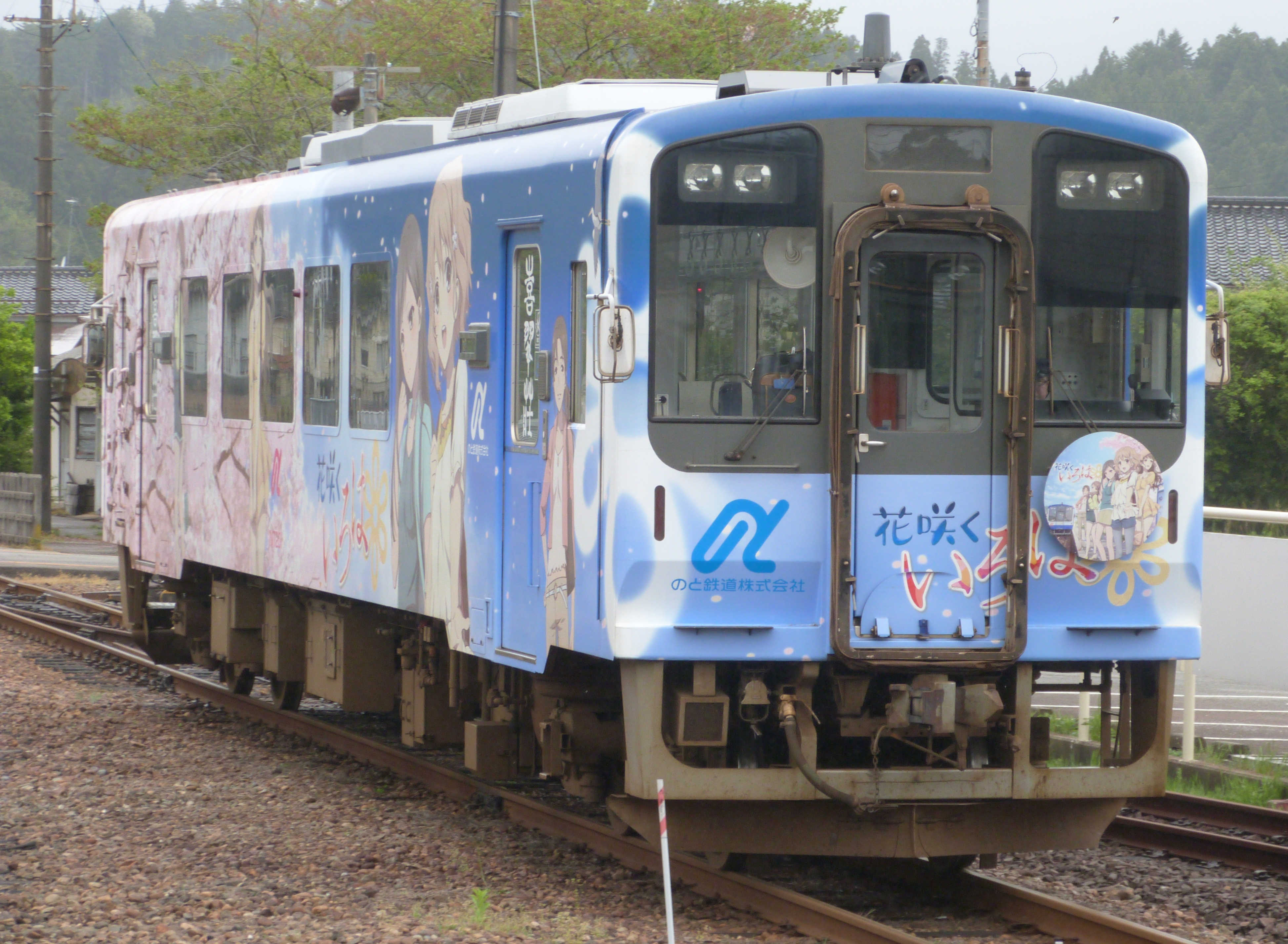
穴水駅にて、「花咲くいろは」初代ラッピング車両（のと鉄道NT201号車）

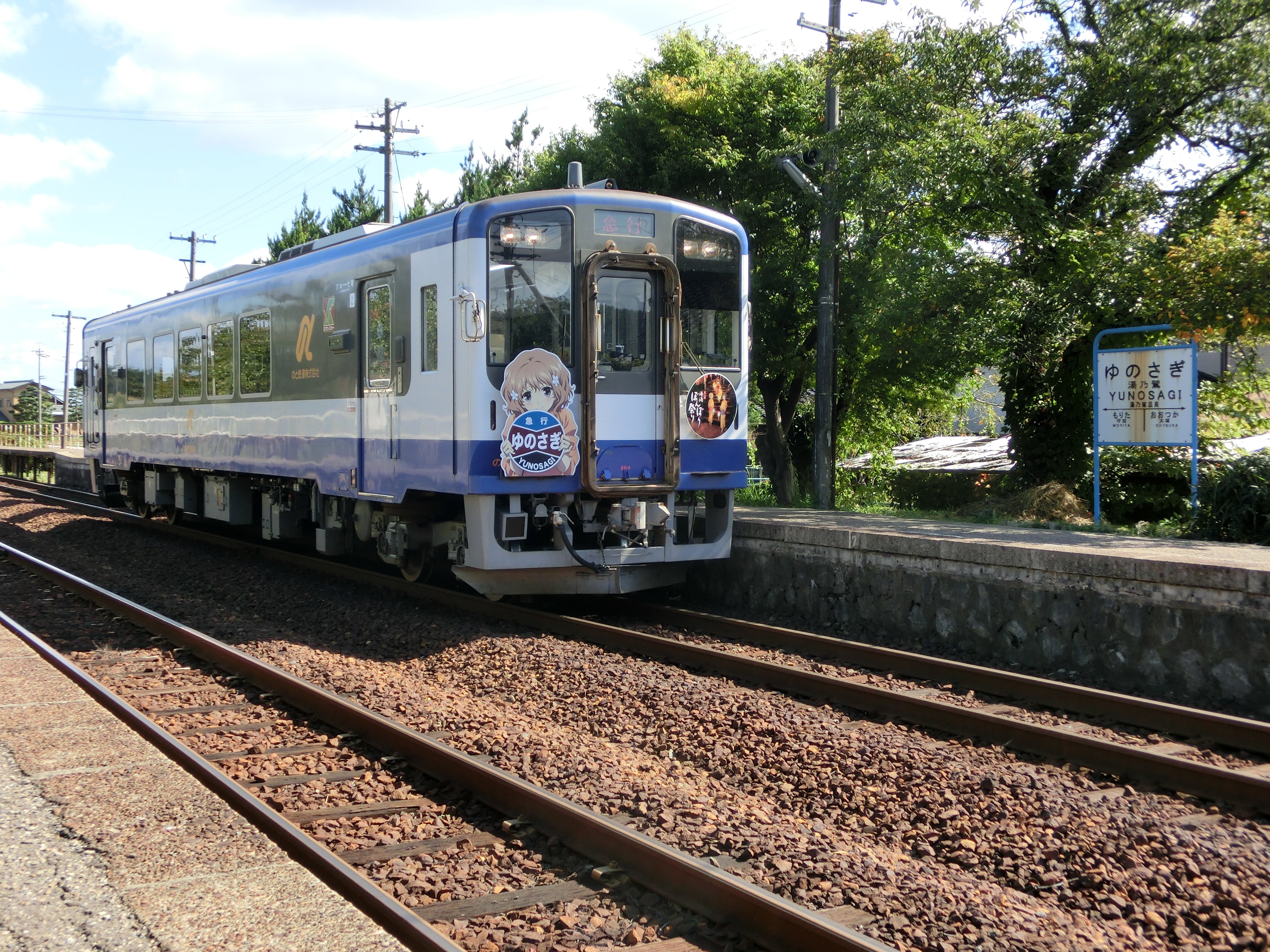
貸切列車「急行ゆのさぎ」が西岸駅にて「湯乃鷺」の駅名標と並んで停車している様子

物語の時代については言及されていないものの、放送年と同じであることは、登場人物の生年月日と年齢の整合性から確かめられる。
湯乃鷺温泉（ゆのさぎおんせん）
物語上の主要な地域は、海と山に面した風光明媚な湯乃鷺温泉を擁する、石川県内の観光地である。
古来、湯乃鷺の地では狐を従えた少女の姿をした神様が奉られており、毎年の神無月（10月）には、神様が年に一度出雲へ帰る道すがら迷子にならないようにと道程に雪洞（ぼんぼり）を提げて案内する年中行事があった。「ぼんぼり祭り」と呼ばれるこの神事には、「のぞみ札」と呼ばれる木製の短冊を雪洞に下げると多くの札の中からたった一つが神様に選び出されて願いが叶えられるという言い伝えもあって、この地にやってきてまだ日の浅い緒花にとっても楽しみなものとなっていた。最終回には祭りの日が訪れ、喜翆荘の人々は思い思いの願いをのぞみ札に託す。緒花が記したのは、湯乃鷺にやってきた頃には考えもしなかった願いだった。
なお、ぼんぼり祭りは、湯乃鷺温泉のモデルとなった湯涌温泉にて同温泉観光協会の主催で再現されることとなった（→#舞台背景）。
湯涌温泉の住所表記は「湯涌田子島町イ、ロ、ハ…」となっており、これが本作のタイトル「いろは」の由来となった。
湯乃鷺駅（ゆのさぎえき）
温泉旅館「喜翆荘」に最寄りの鉄道駅であることから、物語上のターニングポイントで幾度も舞台として登場する。
モデルとなった西岸駅には「湯乃鷺駅」の駅名標が設置されている（→#舞台背景）。
喜翆荘（きっすいそう）
湯乃鷺温泉にある旅館の一つで、物語の主要舞台となる。絶景を見渡せる高台に立地する大正浪漫あふれる建物は文化財的価値の高い歴史あるものである。しかし、経営的に順調とは言いがたい。主人公・緒花の祖母であるスイが経営する旅館であり、緒花はここで勤め暮らすことになった。建物は大正時代の創建だが、現在の経営は、跡取りがいない前の経営者から引き継ぐ形で、スイが亡夫と共に40年前に興したものである。屋号は亡夫が「翆（すい）が喜ぶ荘」として「喜翆荘」と名付けたもの。
部屋数8室、1泊2食付15,000円より、チェックイン15時、チェックアウト10時。
この旅館のモデルは、1932年に開業して1999年に倒産、2006年に解体が完了した湯涌温泉の白雲楼ホテルとされる。なお、主人公が働く旅館の風呂については旅館「かなや」の設備がモデルとなっている（2024年6月11日閉館）。
福屋（ふくや）
湯乃鷺温泉にある有名な老舗旅館で、規模も歴史も喜翆荘の上をゆく。湯乃鷺駅より徒歩5分。和倉結名はここの経営者の一人娘。
部屋数17室、1泊2食付15,000円より、チェックイン15時、チェックアウト10時。
旅館のモデルは2018年3月17日をもって閉館となった、湯涌温泉の旅館・秀峰閣。現在は百楽荘 彩心(IROHA)として経営されている。
その他の旅館やホテル
劇中には登場はしないが湯乃鷺温泉には戸成乃旅館、浦野ほてる、向井乃旅館、湯乃鷺シーラス等の旅館やホテルがある。ことに湯乃鷺を一望できる土地に2011年7月10日にグランドオープンしたばかりの湯乃鷺シーラスは、『最高の「贅沢」をあなたに』を謳い文句に一泊8千円という超破格値の宿泊料である。
香林高校（こうりんこうこう）
転居先の石川県にて緒花が通うことになった高等学校であり、同学年の鶴来民子・押水菜子・和倉結名も通学している。女子の制服は夏服のようなデザインのセーラー服。香林高校が舞台として描かれるのは4月1日の始業日から。「香林」は金沢市中心部の香林坊が由来。
緒花、民子、結名は2年C組で菜子は2年A組に在籍。
東京の高校
東京都区部にある高等学校で、転居する前に緒花が通っていた。緒花と相思相愛の関係にある種村孝一が在籍している。緒花は東京の高校でもセーラー服を着ているが、こちらは冬服に限られる。
在籍していることが分かる描写は、落ち葉と北風の季節に始まり（石川県への転入も全く同じ時期ながら、花の蕾が芽吹く早春）、小雪のちらつく紅葉の季節に戻る。

## 登場キャラクター
「声」は、担当声優を意味する。

### 主要な人物
特に重要な登場人物は、同学年で同じ旅館の従業員同士でもある女子高校生たちで、メインヒロインを含む3名。次いで、同学年でライバル旅館のお嬢様でもある女子高校生・和倉結名がいる。さらに、この4名に加えて仲居頭の輪島巴が5人目としてPRやグッズ展開等で扱われる例が多い。
松前 緒花（まつまえ おはな）
声 - 伊藤かな恵
本作の主人公。東京育ちの高校二年生。1994年（平成6年）11月30日生まれの16歳。いて座。身長147センチメートル。
母・皐月と2人暮らしだったが、ある日、借金を作った恋人との逃避行（夜逃げ）に突っ走る母親から電話番号を記したメモ1枚を渡され、突然の成り行きでひとり東京を離れて、未だ面識の無い祖母である四十万スイが経営する石川県の温泉旅館「喜翆荘」に身を寄せることとなり、住み込みアルバイトの仲居として働くことになってしまう。
身長は低いが、声は大きい。天然パーマで亜麻色の髪の型はウェービーヘアーで、左右に2つの小さな花びらのヘアピンがトレードマークになっている。色彩設定上、キャラクターカラーは黄色・黄緑色・水色の3色で、暖色系と寒色系の両方を持つ（ただし、私服の話であり、平の仲居および見習いの制服は洒落柿〈しゃれがき〉に近い色の小袖形）。よく鼻血を出す。
活発で明るく前向きな性格。それなりに現実を見据えているが、ときどき変な妄想に走る夢想家であり、加えて、一本気で熱い性格ゆえに考えるより先に行動に出てしまう向きが強いため、それが原因で大騒動の火元となってしまうことも、数えれば一度や二度では収まらない。また、場の空気が読めないところがあり、本人も自覚している。
第11話にて、短冊に記した願いが叶うという伝統神事「ぼんぼり祭り」に使う雪洞（ぼんぼり）を結名と一緒に手入れしていた緒花は、そこからの連想で「願いを叶えるために自分で頑張る」という意味の言葉「ぼんぼる」を思い付き、以後、頻繁に使うようになる。第14話では「目標に向かって頑張りたいと思う、ざっくりした気持ちです」と自ら説明している。
幼馴染みの孝一からは東京を離れる直前に恋する気持ちを告白されながら返事をしていなかった。しかし、幾つかの出来事を通して彼への恋心を強く自覚するようになり、ぼんぼり祭りの夜、緒花は自分の気持ちを彼に告白する。
その一方で、民子に徹から好意を寄せられている事を言われるが、自分が好きなのは孝一だとはっきり断っていた。
仕事ばかりしていた母に代わって幼稚園児の頃から家事をやっており、掃除や料理も難無くこなす。転校先の香林高校に通い、同じ喜翆荘の学生従業員でもある民子やライバル旅館の娘である結名とは同じクラス、喜翆荘では教育係の菜子とも同級生である。
喜翆荘で働くうちに旅館の仕事に大きな魅力を感じ、この仕事に誇りと愛情を抱くようになる。そしてその過程で、湯乃鷺と喜翆荘、そして、喜翆荘の仲間たちを愛する気持ちも芽生えてくる。
名前の由来はハワイ語で「家族」を意味する「ohana」から。

鶴来 民子（つるぎ みんこ）
声 - 小見川千明
喜翆荘の板場で追い回し（雑用係）として働いている板前見習いの少女。1994年（平成6年）4月5日生まれの17歳。高校二年生。おひつじ座。身長160センチメートル。愛称は「みんち」（名付け親は「みんちゃん」を言い損ねた菜子）。板前に憧れ、親の反対を押し切って住み込みで働いている。
黒髪のロングヘアーが特徴。色彩設定上のキャラクターカラーは寒色系で、クールなイメージ（板前見習いの制服も水色）。嫌いな食べ物はほうれん草。
緒花たちと同じ高校に通っていて、緒花・結名とは同じクラスである。美しい容姿と清楚なイメージから「民子姫」と男子生徒の憧れの的でもあるが、実際は勝気で不器用な性格をしており、言動も辛辣なことが多い。
当初は場の空気を読まない緒花のことを嫌い、事あるごとに「死ね！」と罵倒していたが、緒花と苦楽を共にするうちに少しずつ彼女のことを認めていく。その際に緒花から「死ね」などと言ってはいけないと指摘され、のちに「【ほ】んとうに【び】っくりするほど【論】外」をもじった「ホビロン」に言い換えた。なお、漫画版では緒花に対する呼び名は「ホビロン」ではなく「【散】々わめいて【馴】れ馴れしくて口（【ク】チ）だけ一人前の【チ】ビ」をもじった「サンナクチ」になっている。働く際に口添えしてくれて、同じ職場で仕事を教えてくれている宮岸徹に後先が見えないほど惚れているが、徹が自分のことを恋愛対象として意識してくれていないことや、緒花のほうに関心が向いていることを感じ取っていて、身の置き所に困っている。
子供の頃から街の飲食店に行って料理人の手で料理が出来上がってゆく様子を見るのが大好きだった民子は、熱血の料理漫画『流れ包丁鉄平』を読んで主人公の鉄平に憧れたことも、料理人を目指す動機になっている（→#流れ包丁鉄平）。

押水 菜子（おしみず なこ）
声 - 豊崎愛生
喜翆荘のアルバイト仲居として自宅から通勤する高校二年生の少女。1994年（平成6年）4月7日生まれの17歳。おひつじ座。身長165センチメートル。愛称は「なこち」（ただし、この愛称は緒花だけが使っている）。
亜麻色のロングヘアーが特徴で、都会風に身をやつせばご令嬢の結名も認めるプロポーションの良い美少女だが、性格に合わないことはやりたがらず、普段は至って地味である。色彩設定上のキャラクターカラーは柔和な暖色系で、柔和なイメージ。嫌いな食べ物は里芋。
勤務中は髪を頭の上部で纏めたシニヨンヘアー、通学時は三つ編みにしている。
仲居見習いとして新しく加わった緒花の教育係を務めるが、ふたりの間に上下関係のような雰囲気は全く見られない。両親は健在ながら、いっさいの雑事を菜子に任せきりで、彼女は2男2女の中の年長者として、家事に子守りにと自宅内では若いお母さんといったふうの逞しい日々を送っている。
仲居の仕事は丁寧にこなすが、極端なまでに引っ込み思案な性格であり、そんな自分を変えたいと思って接客業のアルバイトを始めた。その接客面で「この仕事に向いていない」と思い詰めることもしばしばあるものの、不器用ではあるが真心の籠もった仕事ぶりを女将は評価している。緒花に対しても当初は目を合わせることさえできない取っ付きの悪さを示したが、それでも緒花と苦楽を共にするうちに次第に心を通わせるようになり、以前から親しくしている民子と同じく、やがては緒花とも親友同士になってゆく。
悪意は無いが容赦のない毒舌の常習者で、一緒に働いていることが多い緒花に対しては、ほかの誰かなら深く傷付くような身も蓋も無い一言をしばしば吐いている(例：「緒花ちゃんは褒めると図に乗るタイプだから」「緒花ちゃんも友達いなさそうだもんね」「緒花ちゃんはいつもそのままだから、敵も多いかなと・・」）。また、板長の富樫蓮二の趣味に対しても（元々蓮二の趣味が珍妙なので）毒舌振りが発揮されるシーンが多い。
3歳の頃からスイミングスクールに通っていて水泳が大の得意。そのため、子供の頃の愛称は「かっぱっぱ」だった。緒花たちと同じ高校に通い、同級生だが、クラスは別。

和倉 結名（わくら ゆいな）
声 - 戸松遥
喜翆荘のライバル旅館であり、全国的にも有名な老舗旅館である福屋の経営者の一人娘。高校二年生。1995年（平成7年）1月23日生まれの16歳。みずがめ座。身長155センチメートル。
明るく軽い性格の、天然系の気質を持ち合わせているお嬢さまキャラクター。色彩設定上の特別なキャラクターカラーは無く、色彩豊かにファッションを楽しんでいるイメージがある。学校では制服の上にターコイズブルーのカーディガンを羽織っており、これがトレードマークになっている。その日によって日本各地の方言で会話するなど気分屋でもあり、転校生として香林高校にやってきた緒花とも初日からすぐに打ち解けた。緒花や民子と同じクラス。福屋の一人娘であることもあって学校では有名人だが、容姿に優れる彼女は男子生徒を中心に「結名姫」とも呼ばれ、「民子姫」こと鶴来民子と並ぶ憧れのマドンナ的存在となっている。のちのち福屋を継いで女将となるのかどうかについて今はまだ考えておらず、今ある青春を謳歌しようと日々楽しんでいたが、修学旅行の宿泊先となった旅館「福洋」にて起こった騒動 (cf.) の際、つらいだけだと思っていた旅館の仕事を思いがけず体験することとなり、以来、認識を改めるようになった。
黄色いモバイルケースを被せたスマートフォンを使用している。

輪島 巴（わじま ともえ）
声 - 能登麻美子
喜翆荘の仲居頭。28歳。
色彩設定上のキャラクターカラーはピンク（仲居頭の制服がピンク色の小袖形）で、元気のいい暖色系のイメージだが、部屋着は黒いタンクトップだったりと大人の女でもある。左眼の下に泣きぼくろがある。
明るく調子の良い性格で面倒見がよい。噂好きかつ覗き見好きなのが玉に瑕（たまにきず）。学生時代の友人が次々に結婚してゆくなか、娘の結婚を強く望む母親から見合いを勧められて心が揺らぐものの、やりがいのある今の仕事を続ける道を選ぶ。とは言いつつも、多忙ゆえに彼氏を作る暇も無く、三十路を前にしながらの男日照りに「時間が無い」と絶えず焦燥感を抱いており、緒花たち高校生の色恋沙汰にまで嫉妬心を隠せない。
親元を離れてアパートで一人暮らしをしており、ベスパによく似たヘルメットイン・スクーターで通勤している。喜翆荘のスタッフたちとは標準語で話すが、親とは金沢弁で話す。
彼女を担当した能登麻美子は作品の舞台である石川県出身で、仲居の経験がある。

### 喜翆荘の従業員
湯乃鷺温泉街にある温泉旅館「喜翆荘」で働く人々（「主要な人物」に記載した4名以外）。
四十万 スイ（しじま スイ）
声 - 久保田民絵、本田貴子（若い頃）
喜翆荘の女将で、緒花にとっては母方の祖母。若くして夫に先立たれ、その後は女手ひとつで喜翆荘を切り盛りしてきた68歳。
半ば白髪の老女。常に背筋を伸ばして凛とした佇まいを崩さない。女将としての衣裳は裏葉柳色の和服。
長女・皐月を勘当し、お互いに音信不通だったが、夜逃げした皐月から連絡を受けて皐月の娘である緒花を引き取ることになった。そうして、緒花を地元の高校に通わせるかたわら、「働かざる者食うべからず」として、高校を卒業するまでの間、喜翆荘で仲居見習いのアルバイトをさせることとした。
旅館の仕事に対して高いプライドと揺ぎ無い信念を持っており、緒花を含めて全ての従業員にも厳しく接し、自分にも厳しい。その一方で、凛とした強さと優しさも醸し出している彼女は従業員から尊敬の念を抱かれてもいる。それは実孫である緒花にしても変わりなく、私生活においてさえ、敬愛を籠めて「女将さん」と呼んでいる。
常に和服を着ている。愛煙者であり、煙管を咥えて煙草を燻らせていることが多く、不手際をした人間に根性焼きをすることもある。
昔は仲居として別の旅館で働いており、その時に同じ旅館に勤めていた堅物であった料理人の夫と一緒になるために5回アタックしたことや、喜翆荘を繁盛させるためにいろいろと模索を重ね、そのたびに夫といろいろあったことなど、現在のスイからは想像できない数々の逸話を、スイ自身や常連客を始めとするスイをよく知る人たちから聞くことができる。

四十万 縁（しじま えにし）
声 - 浜田賢二、日笠陽子（幼少期）
喜翆荘の番頭。スイの長男で、皐月の弟、そして、緒花の叔父にあたる。32歳。
人柄はとても良いが、至って優柔不断な性格で、出来のいい姉に対して憧れに近いコンプレックスを抱いている。少年時代にはお年玉を強奪されたり宿題を押し付けられたりと皐月によって散々な目に遭わされていて、それらの想い出もコンプレックスを抱く原因になっている。皐月が家業を継がずに家を出てしまったため、「自分が喜翆荘を支える」という思いが人一倍強く、何とか繁盛させようと心血を注いでいるが、思いが強すぎるせいか、客観的・冷静的な判断ができずに行動が裏目に出ることが少なくない。スイにはこれらの面を含めて「あの子は旅館経営には向いてない」と批評されるなど、未熟な点が多い。皐月同様ノリは軽いものの、仕事はきちんとこなしており、不景気な時世にあって大学時代の後輩でもある経営コンサルタント・川尻崇子と共に経営の好転を図って模索し続けている。
大学時代は映画研究会に所属しており、旅館の長男に生まれていなければ今頃は映画監督になっていたと自分では思っている。崇子との恋愛では、公私の試練を共に何とか乗り越えて、皆に祝福される結婚に漕ぎ着ける。結婚後は崇子から「エニシング（say anythingの略。隠し事のない仲という意味）」と呼ばれる。
宮岸 徹（みやぎし とおる）
声 - 間島淳司
喜翆荘の二番板前で、民子の教育係も務めるいい青年。23歳。
板前の制服は紺色。
仕事には厳しく、ミスをした民子を大声で叱り、当初は緒花からあまり好く思われていなかったが、普段は気さくな青年で、頼れる兄貴的存在でもある。板前見習いとして彼の下に付く民子は徹に恋焦がれているが、場の空気が読めない徹には全く気付かれていない。緒花や菜子も空気が読めないタイプだが、徹のそれは彼女らの比ではなく、民子をそれと気付かないままに傷付けるが、民子はそれも受け容れる一途さを見せて彼のことをかばう。異性として意識していると民子が疑念を抱くほど当の本人は緒花をたびたび気にかけている。
カワサキ・ゼファー (1100cc) で出勤している。

富樫 蓮二（とがし れんじ）
声 - 山口太郎
喜翆荘の板長（花板）。42歳。
角刈りで左眉毛に刃物傷がある見た目に違わず、基本的に男気を旨とする寡黙な人物だが、実のところコミカルな一面も隠し持っており、話が進むに連れてぼろを出すように露呈されてゆく。料理人としては凄腕だが、プレッシャーにはからっきし弱く、色恋沙汰にも耐性が低い。また、「北陸で一番スカジャンが似合う男」を自負し、15万円もする豪奢な逸品に給料を注ぎ込むほどのマニアだが、菜子の何気ない毒舌でその事を一蹴されるなど、周りとはややズレた感覚を持っている面もある。
出勤にはスバル・サンバー（バン）を使っている。

助川 電六（すけがわ でんろく）
声 - チョー
喜翆荘の営繕。73歳（推定）。40年前の喜翆荘開業時からずっと働いている唯一の古株で、業務日誌も担当している。「電六= でん六豆」とかけて「豆じい」とあだ名されている。誠司およびスイとは前の旅館で一緒に働いていたときからの知り合いで、喜翆荘を立ち上げるときにも手伝った。
何を考えているのかよく分からない無口な老人で、ボイラー室でずっと炎を眺めているときの自分が好きという。
最終話で孫と余生を暮らしたいとの意向から、喜翆荘を退職した。

次郎丸 太郎（じろうまる たろう）
声 - 諏訪部順一
喜翆荘に長逗留している、売れない小説家。31歳。
一流作家に付きもののカンヅメ状態に憧れての行為だが、宿泊費をまったく払っていなかった。一流の小説家であるかのように振舞っていたが、実際はまともに執筆できないほど落ち込んでおり、ある日を境に、智を捨ててエロティシズムに流されようと考えを改め、「社会派官能小説」（本人曰く）を書き始める。緒花が原稿を紛失したことにクレームを付けて宿泊費を踏み倒そうとしたが、狂言とバレてしまい、己を恥じつつ将来に絶望し、断崖から海に身を投げて自殺を図るも、泳ぎの得意な菜子によって救助される。緒花やスイの説得で改心した次郎丸は、その後、スイの提案に従い、喜翆荘で働くことで宿泊費を返しながら、賞の獲得を目指して諦めることなく執筆し続けるという、微妙な立場に収まった。
徹や民子も子供の頃に夢中になって読んだという昔懐かしい料理漫画『流れ包丁鉄平』は、彼が美布二郎（みふ じろう）の筆名で原作を書いていた経歴をもつ。売れなかった時代に編集から声をかけられて引き受けた作品ではあったものの彼の中では上出来の部類に入る作品だったらしく、『流れ包丁鉄平』によって料理の道を志した徹や民子にとっては人生の選択を後悔するほどの衝撃を与えた。
このことに民子と徹が衝撃を受ける場面が作中見られた。

四十万 誠司（しじま せいじ）
声 - 近藤孝行
喜翆荘の先代でスイの夫。故人。
昔は料理人で、スイとは同じ旅館で働いていた。スイとの結婚が決まった40余年前、勤め先の旅館の社長から跡取りがいない知り合いの旅館を引き受けることになり、そこから喜翆荘を立ち上げた。屋号「喜翆荘」の名付け親であり、「スイ（翆）が喜ぶ旅館」という意味が込められている。

### その他の人物
松前 皐月（まつまえ さつき）
声 - 本田貴子、伊藤かな恵（学生時代）
喜翆荘の女将の四十万スイの娘だが、勘当されている。緒花の母親であり、15年前に夫と死別してからは東京在住のフリーライターとして緒花を育ててきた。38歳。
物事に対する観察・着眼力に優れ、フリーライターとして業界ではかなりの有名人だが、ギャラのためには何でも書くとうそぶく、出版社としては便利かつ厄介な存在。ポジティブな性格の持ち主だが、女か母かと問われると迷わず女であることを選ぶ奔放さがあり、巴をして「性に乱れた人」と言わしめた。娘の緒花に「人に頼らず自分だけを信じろ」「裏切られる前に先制攻撃で刈り取れ」と教え、彼女の人生観に大きな影響を与えている。
付き合っていた彼氏が多額の借金を背負ってしまい、成り行きで緒花とは別々に夜逃げをする破目になった。しかし、逃避行を共にした彼氏には間も無く愛想が尽き、あっさり別れた後は何事もなかったかのように東京に舞い戻ってフリーライターとして働いていた。なお、逃亡中、緒花に向けて電子メールで近況報告をしたとき添えられていた写真は、バカンスを楽しんでいるようにしか見えない代物だった。
旅行雑誌の記事で喜翆荘に対して辛口評価をされたことに納得の行かない緒花は、ひとりで東京の雑誌社に乗り込み、記事を書いた母・皐月と再会して激しく詰め寄る。娘の説得に折れて長期休暇を取り、客として喜翆荘を訪れた皐月は、喜翆荘が抱える問題点と活かすべき利点を改めて提示してみせ、その的を射た発言で従業員一同を得心させる。喜翆荘にて母・子と宴席を交え、それなりに打ち解けた模様の皐月ではあったものの、似た者同士ゆえに母とも子とも和解に至らないまま、緒花に手紙を渡して東京へ戻った。
喫煙者。家事をしない母親であり、そのために緒花は反って何でもそつ無くこなす娘に育っている。

松前 綾人（まつまえ あやと）
声 - 竹内良太
東京在住のカメラマン。劇場版で登場。
湯乃鷺温泉を訪れた際、母・スイと喧嘩して家を飛び出た若き日の皐月とひょんな事から落ち合い、やがて交際に至り、結婚する。
しかし緒花誕生から程なくして急逝した（死因は明らかにされていない）。
劇場版での皐月の会話から兄がいるものと思われる(電話越しだったため声、姿共に出演なし)。
髪の毛はかなりのくせっ毛であり、緒花の髪質も彼から受け継がれたものである。

種村 孝一（たねむら こういち）
声 - 梶裕貴
幼馴染で緒花に好意を寄せる16歳の高校2年生。草食系で自分より相手の幸せを願うタイプ。緒花が石川県へ転居する別れ際に気持ちを伝えたが遠距離恋愛のような関係が続く。最終話で緒花から告白され交際する。

川尻 崇子（かわじり たかこ）
声 - 恒松あゆみ
スイの息子である縁の大学時代の後輩で、喜翆荘を繁盛させようとする縁が雇った経営コンサルタント。30歳。女性。自身のキャッチフレーズはネバー・ギブアップ (Never Give Up)。
「日本一、1960年代のプレタポルテが似合う女」を自負しており、また、その雰囲気を醸し出せる光岡・ヒミコを愛車とする。会話に英語を織り交ぜる癖がある。
月に一度、お洒落な格好をして喜翆荘を訪れては、縁と共に模索している。大学の経営学科を卒業し、大学院も出ているほど知識と才能に恵まれているらしいが、微妙もしくは大いに的外れな策を考案するばかりで、ことごとく空振りに終わっている。これらの世間ズレした発想は喜翆荘の従業員から評価されず、次第に嫌がられていった。やがて、縁と結婚することになる。
結婚後はそれまでの言動は一転し、正攻法で縁と喜翆荘を立て直そうという姿勢などから、結婚前よりは喜翆荘の従業員たちから嫌われるという事態はなくなった。

和倉 シゲ子（わくら シゲこ）
声 - 斉藤貴美子
老舗旅館「福屋」の女将で、結名の祖母。落ち着いた風貌を兼ね備えているが、緒花にとっては多少苦手な人物。喜翆荘の女将であるスイとは若い頃からライバル同士であり、スイからは「シゲ子ちゃん」と呼ばれている。アニメ版一期の最終話で喜翠荘が閉まった際、歴史ある建物として保管することをスイに約束する。

皐月の彼氏
声 - 金光宣明
緒花の母・皐月が付き合っていた恋人で、名前は不明。
多額の借金を背負ったが、松前家の住所まで教えてしまっていたために、緒花も東京を離れる破目になってしまった。ノリの軽い性格で皐月とは馬が合う。逃亡中に皐月に愛想を尽かされて別れ、その後の消息は不明。

三崎 卓三（みさき たくぞう）
声 - 保村真
緒花・民子・結名のクラスの担任教師。

五十嵐 波子（いがらし なみこ）
声 - 南條愛乃
孝一がアルバイトをしている本屋で働いている同年代の少女。スレンダーな体形で眼鏡をかけている。想いを寄せる孝一に告白したものの断られ孝一の想い人である緒花が孝一に告白されていながら返事を保留していることを不快に思っている。
東京に来た緒花と出逢った際には孝一の心を解放するよう辛辣な言葉をぶつけた。

日渡 洋輔（ひわたり ようすけ）
声 - 木村良平
緒花たちが宮崎への修学旅行で訪れた宿泊先の旅館「福洋」の跡取り息子であり、若くして番頭を務めている。結名とは遠い親戚で幼馴染み、そして、許嫁でもある。
緒花やスイと同様、旅館の仕事には高いプライドと愛情を持っているが、若さゆえに自身の管理能力の未熟さに気付くこと無く騒動の火種となってしまう。独自の経営方針を考えており、専業の仲居は不要であり必要な時だけバイトで仲居を雇えば事足りると考えていた。浮いた人件費で全自動機器をそろえ仲居を育てなくても機械でそれ以上の成果を挙げることに自信をもっていたが、もし故障した場合には専門業者がきてもかなりの時間使い物にならなくなるという盲点には気付いていなかった。
短期アルバイトの仲居たちを管理する立場にあったが、自分の定めたマニュアル至上方針で指導し基本的に恫喝を含めたスパルタ方針で臨む。待遇改善を求めにきても就業時間内ということで追い返し、その一方で自分は結名とのデートに出かけてしまうなど迂闊な部分も目立っていた。意見を聞いてすらもらえない彼女たちとの間に軋轢は避けられないほどになり、日々の鬱積した不満を爆発させた彼女たちが突然いっせいに辞めたことによって旅館は人手不足に陥った。（緒花たちの制止がなければいっせいに辞めた彼女たちに平手打ちをしようとするなど危うい場面もあった。）
緒花を始めとする修学旅行生たちの協力で事無きを得た後、緒花と会話する洋輔は、自らがアルバイト仲居たちに行った管理の不適切を反省し、今日のことを忘れないで、これからも一人前になれるよう努力すると語った。結名との別れ際の会話でも彼女との許婚を解消し、番頭になった理由を語った。帰途に着く結名の立ち居振る舞いは、彼女自身の体験ともあいまって、少なくとも彼女の考えに大きな変化があったことを伺わせる。

日渡 謙治（ひわたり けんじ）
声 - 田中完
旅館「福洋」の社長で洋輔の父。湯乃鷺温泉での修業経験があり、スイの事も知っていた。

日渡 雅子（ひわたり まさこ）
声 - 沢田泉
旅館「福洋」の女将で洋輔の母。

志保（しほ）
声 - 小松未可子
旅館「福洋」の短期アルバイトの仲居。

もと子（もとこ）
声 - 巽悠衣子
旅館「福洋」の短期アルバイトの仲居。

貴美（たかみ）
声 - 石川桃子
旅館「福洋」の短期アルバイトの仲居。

マイ
声 - 西明日香
旅館「福洋」の短期アルバイトの仲居。

伊佐美 轍夫（いさみ てつお）
声 - 斧アツシ
映画プロデューサー。湯乃鷺を舞台にした映画を作る話を縁に持ちかけて喜翆荘で撮影をするが、契約書にサインを受け取ると喜翆荘から多額の金を騙し取ってそのまま失踪した。のちに皐月からの情報で東京に駆けつけた崇子によって捕らえられ、警察に引き渡された。

押水 民夫（おしみず たみお）
声 - 新垣樽助
菜子の父親。共に小学校の教師をしている押水夫妻は自宅に帰ってまで教育論議をやめようとしないなど家庭よりも仕事に重点を置く傾向が作中では見られたため、家事に子守り（事実上、子育て）に孤軍奮闘する長女・菜子がそのことを諫める場面がある。
押水 佳代子（おしみず かよこ）
声 - 新井里美
菜子の母親。小学校の教師をしている。
押水 智也（おしみず ともや）
声 - 水原薫
菜子の弟で長男。
押水 麻奈（おしみず まな）
声 - 慶長佑香
菜子の妹で次女。
水野 枝莉（みずの えり）
声 - 寿美菜子
菜子と同じクラスの女子高校生。美術部所属で、割と外の展示会にも出展している。

階戸 雪（かいと ゆき）
声 - 田頭里奈
緒花と同じクラスの女子高校生。中学生の時から霧人のことが好きで、文化祭のメニューに霧人が好きなオムライスが入っていなかったことや民子が霧人をふったことから民子と大喧嘩になった。
桜井 霧人（さくらい きりと）
声 - 松岡禎丞
雪の想いを寄せる男子高校生（二年生）。民子に2度も告白するが、2度ともふられている。
小松 晴彦（こまつ はるひこ）
声 - 興津和幸
緒花と同じクラスの男子高校生。
円光寺 敏明（えんこうじ としあき）
声 - 室元気
緒花と同じクラスの男子高校生。

輪島 君子（わじま きみこ）
声 - 湯屋敦子
巴の母親。劇中では電話口での声のみ登場する。
親から離れて単身生活を送る三十路前の娘に対して、高校時代の女友達はみんな結婚したと告げ、見合い写真を送りつけて結婚を熱心に勧めてくる。「ご近所ネットワーク」での情報収集に長けている。金沢弁で話す。

## スタッフ
- 原作・アニメーション制作 - P.A.WORKS[35]
- 監督 - 安藤真裕[35]
- シリーズ構成 - 岡田麿里[35]
- キャラクター原案 - 岸田メル[35]
- キャラクターデザイン・総作画監督 - 関口可奈味[35]
- メインアニメーター - 石井百合子[35]
- 美術監督 - 東地和生[35]
- 色彩設計 - 井上佳津枝[35]
- 撮影監督 - 並木智[35]
- 3D監督 - 山崎嘉雅
- 編集 - 高橋歩[35]
- 方言指導 - 能登家の人々
- 音楽 - 浜口史郎[35]
- 音響監督 - 明田川仁[35]
- 音楽プロデューサー - 伊藤善之
- 音楽制作 - ランティス
- プロデュース - 永谷敬之
- ラインプロデューサー - 辻充仁
- プロデューサー - 大島靖[35]、斎藤滋[35]、福良啓[35]、北田修一[35][注 21]、小田ツヨシ[35]、岡村武真[35]、稲垣高広[35][注 22]、和田洋介[35]、川村仁[35]、堀川憲司[35]
- 製作 - 花いろ旅館組合[35]

## 主題歌
オープニングテーマ
「ハナノイロ」（第2話 - 第13話）
作詞・作曲 - きみコ / 編曲・歌 - nano.RIPE
第1話では「主題歌」表記のエンディングとして使用された。
「面影ワープ」（第14話 - 第25話）
作詞 - きみコ / 作曲 - 佐々木淳 / 編曲・歌 - nano.RIPE

エンディングテーマ
「Hazy」（第2話 - 第5話、第7話、第9話 - 第10話、第12話 - 第13話）
作詞 - 坂井季乃 / 作曲・編曲 - 黒須克彦 / 歌 - スフィア
「月影とブランコ」（第6話）
作詞・作曲 - きみコ / 編曲・歌 - nano.RIPE
「夢路」（第8話、最終話）
作詞・作曲 - きみコ / 編曲・歌 - nano.RIPE
「細胞キオク」（第11話）
作詞・作曲 - きみコ / 編曲・歌 - nano.RIPE
「はなさくいろは」（第14話 - 第21話、第23話、第24話）
作詞 - 原田郁子 / 作曲 - ミト / 編曲・歌 - クラムボン
「ハイリープ」（第22話）
作詞・作曲 - きみコ / 編曲・歌 - nano.RIPE
「Ray of Light」（第25話）
作詞 - 渡邉美佳 / 作曲・編曲 - 浜口史郎

エンディング映像について、nano.RIPEの楽曲の時も「Hazy」（前期ED）および「はなさくいろは」（後期ED）と同じ映像を使用しているが、本編中から曲が流れてそのままエンディングに入るため、曲に合わせてエンディングの映像に一部変更が加えられている。

挿入歌
「リップシンク」（第1話）
作詞 - きみコ / 作曲 - 佐々木淳 / 編曲・歌 - nano.RIPE
「春の向こう」（第2話、第3話、第12話）
作詞 - 原田謙太 / 作曲 - 田崎慎也 / 編曲・歌 - Rey
「月影とブランコ」（第9話）
作詞・作曲 - きみコ / 編曲・歌 - nano.RIPE
「長い旅路の途中」（第12話）
作詞 - 原田謙太 / 作曲 - 坂本克之 / 編曲・歌 - Rey
「この広い野原いっぱい」（第18話）
作詞 - 小園江圭子 / 作曲 - 森山良子 / 歌 - 押水菜子（豊崎愛生）

イメージソング
「パトリシア」
作詞 - きみコ / 作曲 - 佐々木淳 / 編曲・歌 - nano.RIPE
「夢路」
作詞・作曲 - きみコ / 編曲・歌 - nano.RIPE

## 各話リスト
| 話数       | サブタイトル                | 脚本         | コンテ   | 演出                   | 作画監督                                  |
| ---------- | --------------------------- | ------------ | -------- | ---------------------- | ----------------------------------------- |
| 第一話     | 十六歳、春、まだつぼみ      | 岡田麿里     | 安藤真裕 | 安藤真裕               | 関口可奈味                                |
| 第二話     | 復讐するは、まかないにあり  | 岡田麿里     | 篠原俊哉 | 倉川英揚               | 鈴木美咲、小島明日香                      |
| 第三話     | ホビロン                    | 岡田麿里     | 安藤真裕 | 柿本広大               | 石井百合子                                |
| 第四話     | 青鷺ラプソディー            | 岡田麿里     | 安藤真裕 | 安斎剛文               | 吉田優子                                  |
| 第五話     | 涙の板前慕情                | 樋口達人     | 岡村天斎 | かおり                 | 肥塚正史                                  |
| 第六話     | Nothing Venture Nothing Win | 浦畑達彦     | 許琮     | 許琮                   | 三嶽理絵、前田美智代                      |
| 第七話     | 喜翆戦線異状なし            | 小柳啓伍     | 岡村天斎 | 守岡博                 | 山内尚樹                                  |
| 第八話     | 走り出す                    | 浦畑達彦     | 安斎剛文 | 安斎剛文               | 鈴木美咲、小島明日香                      |
| 第九話     | 喜翆荘の一番長い日          | 浦畑達彦     | 篠原俊哉 | 倉川英揚               | 石井百合子、川面恒介 小島明日香           |
| 第十話     | 微熱                        | 西村ジュンジ | 篠原俊哉 | 羽生尚靖               | 田中春香、落合瞳                          |
| 第十一話   | 夜に吼える                  | 岡田麿里     | 安藤真裕 | 篠原俊哉               | 川面恒介、吉田優子                        |
| 第十二話   | 「じゃあな。」              | 岡田麿里     | 橘正紀   | 許琮                   | 許宰銑                                    |
| 第十三話   | 四十万の女 〜傷心MIX〜      | 岡田麿里     | 安藤真裕 | 橋本昌和               | 鍋田香代子                                |
| 第十四話   | これが私の生きる道          | 樋口達人     | 入江泰浩 | 羽生尚靖               | 大塚あきら、小川エリ 落合瞳               |
| 第十五話   | マメ、のち、晴れ            | 樋口達人     | 入江泰浩 | 安斎剛文               | 小島明日香                                |
| 第十六話   | あの空、この空              | 西村ジュンジ | 許琮     | 倉川英揚               | 小島明日香、許宰銑 洪錫杓                 |
| 第十七話   | プール・オン・ザ・ヒル      | 西村ジュンジ | 西村純二 | 太田知章               | 伊藤依織子、江森真理子                    |
| 第十八話   | 人魚姫と貝殻ブラ            | 岡田麿里     | 篠原俊哉 | 篠原俊哉               | 川面恒介                                  |
| 第十九話   | どろどろオムライス          | 浦畑達彦     | 安斎剛文 | 許琮                   | 大導寺美穂、丸山宏一                      |
| 第二十話   | 愛・香林祭                  | 浦畑達彦     | 橋本昌和 | 西村純二               | 天﨑まなむ                                |
| 第二十一話 | 蘇る、死ね                  | 岡田麿里     | 入江泰浩 | 安斎剛文               | 吉田優子、川口千里                        |
| 第二十二話 | 決意の片思い                | 岡田麿里     | 橋本昌和 | 倉川英揚               | 小島明日香                                |
| 第二十三話 | 夢のおとしまえ              | 西村ジュンジ | 西村純二 | 太田知章               | 川面恒介                                  |
| 第二十四話 | ラスボスは四十万スイ        | 岡田麿里     | 篠原俊哉 | 篠原俊哉               | 伊藤依織子                                |
| 第二十五話 | 私の好きな喜翆荘            | 岡田麿里     | 安藤真裕 | 安斎剛文 許琮          | 吉田優子、川口千里 天崎まなむ、大導寺美穂 |
| 最終話     | 花咲くいつか                | 岡田麿里     | 安藤真裕 | 安藤真裕 安斎剛文 許琮 | 川面恒介、小島明日香 天崎まなむ           |

## 放送局
| 放送地域   | 放送局                   | 放送期間                                      | 放送時間                              | 放送系列       | 備考                            |
| ---------- | ------------------------ | --------------------------------------------- | ------------------------------------- | -------------- | ------------------------------- |
| 東京都     | TOKYO MX                 | 2011年4月3日 - 9月25日                        | 日曜 22:00 - 22:30                    | 独立UHF局      |                                 |
| 埼玉県     | テレ玉                   | 2011年4月3日 - 9月25日                        | 日曜 25:35 - 26:05                    | 独立UHF局      |                                 |
| 千葉県     | チバテレ                 | 2011年4月4日 - 9月26日                        | 月曜 25:30 - 26:00                    | 独立UHF局      |                                 |
| 富山県     | 北日本放送               | 2011年4月4日 - 9月26日                        | 月曜 25:30 - 26:00                    | 日本テレビ系列 | P.A.WORKS所在地                 |
| 近畿広域圏 | 読売テレビ               | 2011年4月4日 - 9月26日                        | 月曜 25:44 - 26:14                    | 日本テレビ系列 | MONDAY PARK第1部                |
| 中京広域圏 | 中京テレビ               | 2011年4月5日 - 9月27日                        | 火曜 26:44 - 27:14                    | 日本テレビ系列 |                                 |
| 日本全域   | キッズステーション       | 2011年4月7日 - 6月30日 2011年7月7日 - 9月29日 | 木曜 23:27 - 23:54 木曜 23:30 - 24:00 | CS放送         | 「エリア23」枠 リピート放送あり |
| 石川県     | テレビ金沢               | 2011年4月7日 - 9月29日                        | 木曜 25:49 - 26:19                    | 日本テレビ系列 | 本作の舞台地                    |
| 富山県     | 射水ケーブルネットワーク | 2011年4月9日 - 10月1日                        | 土曜 22:00 - 22:30                    | CATV           |                                 |
| 富山県     | ケーブルテレビ富山       | 2011年4月9日 - 10月1日                        | 土曜 22:00 - 22:30                    | CATV           |                                 |
| 富山県     | 高岡ケーブルネットワーク | 2011年4月9日 - 10月1日                        | 土曜 22:00 - 22:30                    | CATV           |                                 |
| 富山県     | TSTとなみ                | 2011年4月9日 - 10月1日                        | 土曜 22:00 - 22:30                    | CATV           |                                 |
| 富山県     | NICE TV                  | 2011年4月9日 - 10月1日                        | 土曜 22:00 - 22:30                    | CATV           |                                 |
| 富山県     | みらーれTV               | 2011年4月9日 - 10月1日                        | 土曜 22:00 - 22:30                    | CATV           |                                 |
| 石川県     | あさがおテレビ           | 2011年4月9日 - 10月1日                        | 土曜 22:00 - 22:30                    | CATV           | 再放送あり                      |
| 石川県     | 金沢ケーブルテレビネット | 2011年4月9日 - 10月1日                        | 土曜 22:00 - 22:30                    | CATV           | 再放送あり                      |
| 石川県     | テレビ小松               | 2011年4月9日 - 10月1日                        | 土曜 22:00 - 22:30                    | CATV           |                                 |
| 石川県     | 輪島CATV                 | 2011年4月9日 - 10月1日                        | 土曜 22:00 - 22:30                    | CATV           |                                 |
| 福井県     | 福井ケーブルテレビ       | 2011年4月9日 - 10月1日                        | 土曜 22:00 - 22:30                    | CATV           |                                 |
| 福井県     | さかいケーブルテレビ     | 2011年4月9日 - 10月1日                        | 土曜 22:00 - 22:30                    | CATV           |                                 |
| 富山県     | Net3                     | 2011年4月9日 - 10月1日                        | 土曜 22:30 - 23:00                    | CATV           | 再放送あり                      |
| 日本全域   | ニコニコ生放送           | 2011年4月9日 - 10月1日                        | 土曜 23:00 - 23:30                    | ネット配信     |                                 |
| 日本全域   | ニコニコチャンネル       | 2011年4月9日 - 10月1日                        | 土曜 23:30 更新                       | ネット配信     |                                 |

読売テレビ・中京テレビにおいては、提供クレジットを緒花役の伊藤かな恵が担当している。放送構成もAパートとBパートの間以外にはCMが入っていない。
Net3ではコピープロテクト（ダビ10）非対応で、再放送は日曜の同時間帯にも放送枠が拡大され週2回放送。
キッズステーションにて2013年9月2日22:30から平日日替わりで再放送。

## 関連商品

### Blu-ray / DVD
2011年7月より毎月1巻、ポニーキャニオンから発売された。
| 巻数 | 発売日         | 規格品番   | 規格品番   | 収録話          |
| 巻数 | 発売日         | Blu-ray    | DVD        | 収録話          |
| ---- | -------------- | ---------- | ---------- | --------------- |
| 1    | 2011年7月20日  | PCXG-50091 | PCBG-51911 | 第1話 - 第3話   |
| 2    | 2011年8月17日  | PCXG-50092 | PCBG-51912 | 第4話 - 第6話   |
| 3    | 2011年9月21日  | PCXG-50093 | PCBG-51913 | 第7話 - 第9話   |
| 4    | 2011年10月19日 | PCXG-50094 | PCBG-51914 | 第10話 - 第12話 |
| 5    | 2011年11月16日 | PCXG-50095 | PCBG-51915 | 第13話 - 第15話 |
| 6    | 2011年12月21日 | PCXG-50096 | PCBG-51916 | 第16話 - 第18話 |
| 7    | 2012年1月18日  | PCXG-50097 | PCBG-51917 | 第19話 - 第21話 |
| 8    | 2012年2月15日  | PCXG-50098 | PCBG-51918 | 第22話 - 第24話 |
| 9    | 2012年3月21日  | PCXG-50099 | PCBG-51919 | 第25話、第26話  |

### Blu-ray Box
| 発売日        | タイトル                                                  | 品番       | メーカー    | 備考 |
| ------------- | --------------------------------------------------------- | ---------- | ----------- | --- |
| 2013年3月20日 | TVシリーズ 花咲くいろは Blu-ray Box "喜翆荘の想い出"      | PCXG-60044 | PONY CANYON | ※Blu-ray第1巻～第9巻を特製ボックスに納めたBD-BOX。ただし、初回版単品Blu-rayに同梱していた、64ページフルカラーブックレット「花いろノートブック」其の一～其の九は付属しない。2013年5月31日までの期間限定生産商品。 |
| 2015年10月7日 | TVシリーズ『花咲くいろは』Blu-rayコンパクト・コレクション | PCXG-50158 | PONY CANYON | TVシリーズ全26話を2枚のBlu-rayにまとめたボックスセット。初回生産限定商品。 |

### CD
※全てLantisより発売。
- イメージソング集『湯乃鷺リレイションズ』（2011年6月8日、LACA-15122）
- キャラクターソング『セミスイート』 / 松前緒花（2011年9月7日、LACM-4854）
- キャラクターソング『ナミダで咲く花』 / 鶴来民子（2011年9月7日、LACM-4855）
- オリジナルサウンドトラック『湯乃鷺メモリィズ』（2011年9月28日、LACM-9217〜LACM-9218）
- ドラマCD『after days』（2011年10月5日、LACA-15153）
- キャラクターソング『ダイヤモンド』 / 押水菜子（2011年11月23日、LACM-4856）
- キャラクターソング『heartfelt』 / 和倉結名（2011年11月23日、LACM-4857）
- TVシリーズ主題歌ベストアルバム『湯乃鷺ベストソングス』（2013年3月20日、LACA-15278）

### 書籍
- スクウェア・エニックス編 編『TV ANIMATION 「花咲くいろは」 オフィシャルガイド いろはのいろは』スクウェア・エニックス〈Guide book〉、2011年7月。ISBN 978-4-7575-3310-3。
- バンダイビジュアル編 編『花咲くいろは 公式ビジュアルブック』バンダイビジュアル、2011年9月10日。ISBN 978-4-04-899301-2。
- 『花咲く設定資料集』 2011年。
- バンダイビジュアル編 編『花咲くいろは 公式コンプリートブック』バンダイビジュアル、2012年1月10日。ISBN 978-4-04-899302-9。
- 湯涌ぼんぼり祭り実行委員会、間野山研究学会（編）『湯涌ぼんぼり祭り2011-2021 〜アニメ「花咲くいろは」と歩んだ10年〜』parubooks、2021年8月8日発行（2021年8月20日発売[40]）、ISBN 978-4-909824-04-2

### アプリ
※有料アプリ
- 嫁コレ 鶴来民子（iPhone端末・Android端末用、2011年11月8日配信開始、BIGLOBE）
- 花咲くいろは めざまし 〜緒花〜（iPhone端末・Android端末用、2011年11月28日配信開始、BIGLOBE）
- 花咲くいろは めざまし 〜民子〜（iPhone端末・Android端末用、2011年11月28日配信開始、BIGLOBE）
- 嫁コレ 松前緒花（iPhone端末・Android端末用、2011年11月29日配信開始、BIGLOBE）

この他、各社よりきせかえテーマなどがFP用・SP用に配信された。
※無料アプリ
- 花いろ旅アプリ（iPhone端末・Android端末用、2013年10月12日配信開始、ピーエーワークス）

## 漫画・小説

### 漫画
花咲くいろは
『月刊ガンガンJOKER』（スクウェア・エニックス）2010年12月号から2012年10月号まで連載された。作画は千田衛人。2011年6月現在、単行本は10万部を突破している。また、同社のウェブコミック配信サイト『ガンガンONLINE』でも2011年4月7日更新分より同じ作者の描き下ろし4コマ漫画が連載されている。
花咲くいろは Green Girls Graffiti
バンダイビジュアルのウェブコミック配信サイト『Webコミックゲッキン』2011年7月1日更新分から2012年7月2日更新分まで連載された。作画は細雪純。鶴来民子を主人公に、松前緒花が喜翆荘へ来る以前の日常を描いたスピンオフコミックである。

#### 既刊一覧（漫画）
- P.A.WORKS（原作）・千田衛人（作画） 『花咲くいろは』 スクウェア・エニックス〈ガンガンコミックスJOKER〉、全5巻
  1. 2011年3月22日初版発行（同日発売[44]）、ISBN 978-4-7575-3171-0
  2. 2011年7月22日初版発行（同日発売[44]）、ISBN 978-4-7575-3294-6
  3. 2011年12月22日初版発行（同日発売[44]）、ISBN 978-4-7575-3449-0
  4. 2012年5月22日初版発行（同日発売[44]）、ISBN 978-4-7575-3604-3
  5. 2012年12月22日初版発行（同日発売[45]）、ISBN 978-4-7575-3824-5
- P.A.WORKS（原作）・細雪純（漫画） 『花咲くいろは Green Girls Graffiti』 バンダイビジュアル〈エモーションコミックス〉、全2巻
  1. 2011年12月10日初版発行（同日発売[46]）、ISBN 978-4-04-899241-1
  2. 2012年7月10日初版発行（同日発売[47]）、ISBN 978-4-04-899246-6
- 『ECアンソロジー 花咲くいろは ホビロン！』 バンダイビジュアル〈エモーションコミックス〉、2011年8月10日初版発行（同日発売[48]）、ISBN 978-4-04-899230-5
- 『ECアンソロジー 花咲くいろは ぼんぼる！』 バンダイビジュアル〈エモーションコミックス〉、2011年9月10日初版発行（同日発売[49]）、ISBN 978-4-04-899235-0

### 小説
花咲くいろは〜いつか咲く場所〜
アニメから7年後の緒花たちを描いた完全新作のノベライズ作品。著者は藤本透、表紙・イラストは古日向いろはが担当。P.A.WORKSの電子書籍専門レーベル『P.A.BOOKS』より、2020年10月30日から毎月1話づつ全6話が配信された。

#### 既刊一覧（小説）
- P.A.WORKS（原作）・藤本透（著）・ 古日向いろは（イラスト）『小説 花咲くいろは〜いつか咲く場所〜』 parubooks、全2巻
  - 上巻、2022年7月17日発行（2022年7月23日発売[52]）、ISBN 978-4-909824-05-9
  - 下巻、2022年10月22日発行（2022年9月22日発売[53]）、ISBN 978-4-909824-06-6

## インターネットラジオ

### ぼんぼりラジオ 花いろ放送局
『ぼんぼりラジオ 花いろ放送局』は、2011年4月8日から9月30日までHiBiKi Radio Stationとインターネットラジオステーション音泉で配信されていたラジオ番組。12月16日に特別回が配信された。
パーソナリティ
- 伊藤かな恵（松前緒花 役）、能登麻美子（輪島巴 役）

週替わりパーソナリティ
- 小見川千明（鶴来民子 役） - 第2、5、8、11、16、19、22、25、特別回
- 戸松遥（和倉結名 役） - 第3、7、10、14、18、21、24、特別回
- 豊崎愛生（押水菜子 役） - 第4、6、9、12、17、20、23、特別回

スペシャルパーソナリティ
- 梶裕貴（種村孝一 役） - 第13回

ゲスト
- 岸田メル（キャラクター原案） - 第24回
- 久保田民絵（四十万スイ 役） - 第25回

コーナー
喜翆荘の秘湯（ひゆ）だより
ふつおたのコーナー。出演者たちが「指湯」に浸かりながら、リスナーからのメールを紹介する。第4回では作品の舞台のモデルとなった湯涌温泉から届けられた本物の温泉の湯が指湯に使用された。
花いろ ゆ〜ゆ〜マップ
作品の舞台となっている石川県の観光地やご当地情報を紹介するコーナー。紹介された場所は出演者たちの直筆イラストをカードにしてコレクションする。イラストは毎回、Hibikiと音泉の配信ページでそれぞれ別のものがアップされる。
花よ咲け！ ユメトーーク！
リスナーが自分の夢を投稿し、それを出演者が応援するコーナー。
温泉サスペンス 仲居さんは見た！
投稿された日常で起きたちょっとした事件をサスペンスドラマ風に紹介するコーナー。
みんちのお手軽まかない料理
投稿された手軽に作れる料理のレシピを紹介するコーナー。

公開録音
2011年7月2日にTOHOシネマズ六本木にて開催されたオールナイト上映会の冒頭で、当番組の公開録音が行われた。7月15日配信。

### ぼんぼりラジオ 花いろ放送局 ガンガンONLINE別館
ガンガンONLINEで配信された。
パーソナリティ
- 伊藤かな恵（松前緒花 役）、能登麻美子（輪島巴 役）

配信期間
- 2011年5月12日 - 2011年6月9日（全5回）

### ラジオCD
- 「ぼんぼりラジオ 花いろ放送局」Vol.1（2011年9月30日、HNIR-1001）
- 「ぼんぼりラジオ 花いろ放送局」Vol.2（2011年11月25日、HNIR-1002）
- 「ぼんぼりラジオ 花いろ放送局」Vol.3（2012年1月27日、HNIR-1003）

## 劇場版
『劇場版 花咲くいろは HOME SWEET HOME』（げきじょうばん はなさくいろは ホーム・スウィート・ホーム）のタイトルで、2013年3月9日より石川県内の4劇場で先行公開、同年3月30日より全国公開。メインスタッフと担当声優はテレビシリーズと共通。キャッチコピーは「私、もっと輝きたいんです……!」。内容は完全新作で、ぼんぼり祭りより少し前の秋の数日の出来事が描かれる。
テレビアニメ『花咲くいろは』放送10周年を記念し行われた期間限定無料配信企画の一環として、テレビ版に続き本作品もYouTubeの株式会社インフィニットオフィシャルチャンネルにて2021年10月3日～10月10日まで期間限定無料配信された。

### あらすじ（劇場版）
秋深まったある日、喜翆荘に結名が女将修行にやってくる。緒花は結名が散らかした荷物から豆じいの業務日誌を見つける。そこには高校生時代の母親・皐月がスイに反発し、東京に進学を決めたこと、逗留していたカメラマンと親しくなったことが書かれていた。物語は皐月と緒花の時代を行き来しながら進行する。
電力会社工事のトラブルで喜翆荘は停電する。さらに菜子の妹・麻奈（声 - 慶長佑香）が弟の智也（声 - 水原薫）と喧嘩して家出する。スイにうながされ、緒花は菜子と麻奈を捜索しデパートの屋上遊園地で発見する。夜の喜翆荘に戻ると、結名のアイデアでろうそくを灯すキャンドルナイトになっており、宿泊客からも好評だった。民子は遠足に行く麻奈の弁当を作り、翌朝届ける。皐月は亡き夫の写真展を企画していた。

### 登場キャラ・担当声優（劇場版）
- 松前緒花 - 伊藤かな恵
- 鶴来民子 - 小見川千明
- 押水菜子 - 豊崎愛生
- 和倉結名 - 戸松遥
- 輪島巴 - 能登麻美子
- 種村孝一 - 梶裕貴
- 松前皐月 - 本田貴子
- 松前綾人 - 竹内良太
- 四十万スイ - 久保田民絵
- 四十万縁 - 浜田賢二
- 宮岸徹 - 間島淳司
- 富樫蓮二 - 山口太郎
- 川尻崇子 - 恒松あゆみ
- 次郎丸太郎 - 諏訪部順一
- 助川電六 - チョー

### スタッフ（劇場版）
- 原作・アニメーション制作 - P.A.WORKS
- 監督・画コンテ - 安藤真裕
- 脚本 - 岡田麿里
- 演出 - 安斎剛文、許琮、倉川英揚、安藤真裕
- キャラクター原案 - 岸田メル
- キャラクターデザイン・総作画監督 - 関口可奈味
- メインアニメーター - 石井百合子
- 作画監督 - 鍋田香代子、伊藤依織子、吉田優子、宮川智恵子、天崎まなむ、奥田陽介、頂真司、渡部由紀子、石井百合子、関口可奈味
- 美術設定 - 塩澤良憲、小川充子、岩畑剛一、島村英康
- 美術監督 - 東地和生
- 色彩設計 - 井上佳津枝
- 撮影監督 - 並木智
- 3D監督 - 山崎嘉雅
- 編集 - 高橋歩
- 音響監督 - 明田川仁
- 音楽 - 浜口史郎
- 音楽プロデューサー - 伊藤善之
- 音楽制作 - ランティス
- ラインプロデューサー - 辻充仁
- プロデュース - 永谷敬之
- プロデューサー - 大島靖、斎藤滋、北田修一、小田ツヨシ、岡村武真、坂本耕作、和田洋介、川村仁、堀川憲司
- 製作 - 花いろ旅館組合（ポニーキャニオン、P.A.WORKS、ランティス、ショウゲート、創通、グッドスマイルカンパニー、コスパ、読売テレビエンタープライズ、キッズステーション、北國新聞社、インフィニット）
- 配給 - ショウゲート

### 主題歌（劇場版）
「影踏み」
作詞 - きみコ / 作曲 - きみコ、佐々木淳 / 編曲・歌 - nano.RIPE

### Blu-ray / DVD
- 『劇場版 花咲くいろは Home Sweet Home』（2013年10月16日、PONY CANYON）
  - PCXG-50107（初回生産限定Blu-ray）
  - PCXG-50108（通常版Blu-ray）
  - PCBG-52170（DVD）

※全バージョン共通特典
関口可奈味（キャラクターデザイン）描き下ろしジャケット仕様。
映像特典（特報／予告編／公開前CM／公開後CM）収録。
※初回版限定特典
64ページフルカラーブックレット「花いろノートブック 劇場版」、安藤真裕監督による絵コンテ集、縮刷アフレコ台本、浜口史郎による劇場版オリジナル・サウンドトラックCDを同梱。
伊藤かな恵（松前緒花 役）・本田貴子（松前皐月 役）・久保田民絵（四十万スイ 役）・大島 靖（プロデューサー）によるキャストコメンタリーと、安藤真裕（監督）・堀川憲司（プロデューサー）・辻 充仁（ラインプロデューサー）・田中理恵（音響制作）・池崎桂子（制作デスク）・奥津暁子（宣伝担当）によるスタッフコメンタリーを収録。

## タイアップ
- タワーレコード新宿店と金沢フォーラス店にタワーレコードのエプロンを着用した松前緒花のパネルが設置された[62]。
- 晋遊舎のWindows100%2011年4月号と100%ムックシリーズ・MMDセカンドパックに付属したDVD-ROMにISAO制作の松前緒花のMikuMikuDance形式モデリングデータが収録された[63]。
- 2011年4月に花咲くいろはのキャラクター達が金沢市の名所を案内するポスターが金沢市内のポスター掲出スペースで貼られ[64]、2013年2月には金沢市と観光協会が劇場版花咲くいろはを起用した観光ポスターを制作、市内観光案内所や宿泊施設、飲食店などで展示された[65]。
- Seesaaブログにてブログデザインが利用者にサービス提供されていた[66]。
- のと鉄道で、劇中に登場する「喜翆荘」の最寄り駅「湯乃鷺駅」のモデルとなった、「のと鉄道」西岸駅の駅名標の一つを期間限定で「湯乃鷺駅」に変更したり、車内アナウンスに緒花・民子・菜子・結名・巴によるバージョンを放送したり、ラッピング車両が路線を走行した[67]。
- 月刊B.L.T.のアニメイト・ゲーマーズ・とらのあな版にて松前緒花が表紙を飾った。各表紙ごとに別の服装である[68]。
- オンラインゲームのディビーナとのコラボレーションとして、主要キャラクターのボイスやアバター、オープニングテーマ曲「ハナノイロ」が実装[69]。
- 2011年6月よりカラオケパセラ、Cure Maid Cafe'、Wonder cafeでそれぞれコラボレーションされ、オリジナルメニューの提供や、オリジナルコースターのプレゼントなどが行われた[70]。Cure Maid Cafe'では2013年3月にも劇場版花咲くいろはのコラボカフェが[71]、10月にもtrue tears、グラスリップと合同でコラボカフェが提供されている[72]。ただしメニューは同一ではない。
- Ante製のご当地サイダー『金沢湯涌サイダー 柚子小町』[73]『金沢湯涌サイダー 柚子乙女』[74]『奥能登地サイダーしおサイダー』[75]とコラボレーションし、花咲くいろはのラベルで販売された。
- トレーディングカードゲームのヴィクトリースパークに参戦し、エクストラブースターが発売された[76]。
- ゴーゴーカレーのコラボレーション企画で、期間限定でゴーゴーカレーの一部店舗で定番メニューの「カツカレー」を注文すると、「ゴーゴーカレー×花咲くいろはクリアファイル」がプレゼントされた。同フェア開催中、店舗内では花咲くいろはのオープニング映像も時折流れた[77]。2011年7月23日より予定してたが、開始が一週間遅れた[78]。
- レンタルビデオショップのゲオにて花咲くいろはのリリース記念キャンペーンが開催。期間中、全国の店舗にて緒花・民子・菜子の録り下ろし店内CMが流れるほか、松前緒花役の伊藤かな恵さん直筆コメント入りPOPの掲出、プレゼント応募が行われた[79]。また、TARI TARIDVD第3巻がリリースされるキャンペーンで花咲くいろはおよびTARI TARIのいずれかをレンタルするとオリジナルポストカードが貰えた[80]。
- 鉄道むすめとのコラボ企画で、実際に駅で使用されている企業ポスターをイメージした「鉄道むすめ　ステーションポスター　vol.3」にて、鉄道むすめキャラクターデザインのみぶなつき描き下ろし花咲くいろはポスターが収録されるほか、鉄道むすめにて展開中の「のと鉄道運転士・和倉ななお」と花咲くいろはイラストがレイアウトされたコラボポスターも収録[81]。
- 劇場版が全国公開されることを記念して、金沢市観光協会加盟の温泉旅館11旅館に期間中宿泊し合言葉をフロントで唱えると、金沢市観光ポスターイラストを使用したオリジナルクリアファイルをプレゼントされた[82]。
- 劇場版公開に合わせて、コンビニエンスストアチェーン・サークルKサンクスの北陸3県限定で、石川県産の食材を使用した特製弁当およびホットケーキが期間限定で販売された。両者をセットで購入すると特製クリアファイルがプレゼントされた[83]。
- タカラッシュ!がリアル宝探しイベント「喜翆荘の純恋歌　恩返しは宝探しから」を湯涌温泉にて2014年6月13日より開始し、当初１年間の予定[84]だったが期間延長され、（冬季は販売休止することはあったが）2019年まで続いて、参加キットが売切れ次第販売終了の予定である[85]。
- 2015年3月1日より金沢市と南砺市を結ぶ実証実験バスが運行を開始し、8月1日から金沢市と南砺市の両都市に所縁のある当作品のイラストが使用されたラッピングバスが運行を開始した[86]。

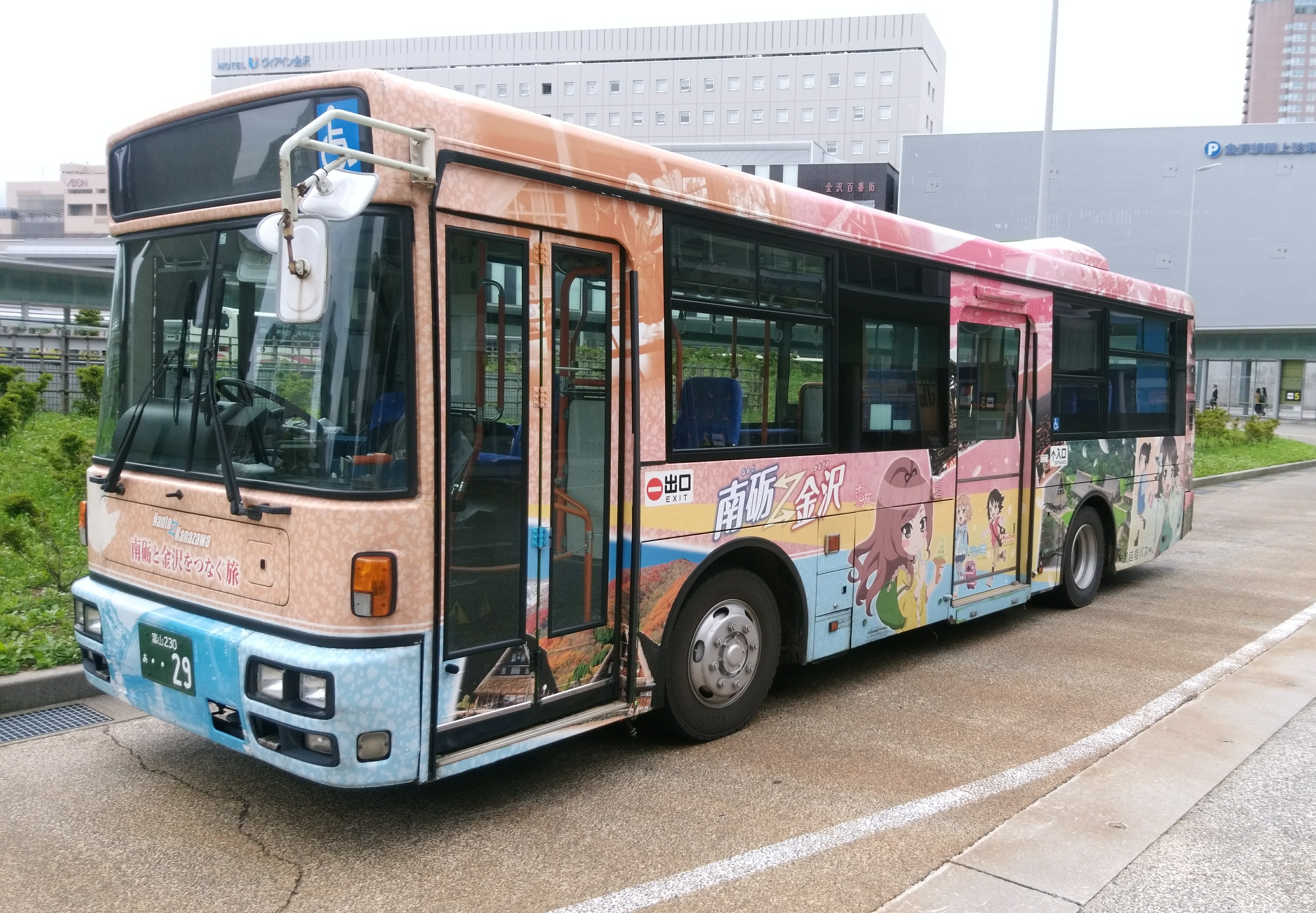
南砺-金沢線には、南砺市に本社のあるアニメーション制作会社ピーエーワークスが制作し、両都市に所縁のあるアニメ作品のデザインされた専用車で運行されている

- 2021年9月、放送10周年を記念してキャラクターデザイン・総作画監督の関口可奈味による描き下ろしイラストを使用した『Tカード』が発行された。このカードは『応援型Tカード』となっており、貯まったTポイントを「新型コロナウイルス感染症」の影響で2年連続で開催中止となった「湯涌ぼんぼり祭り」実行委員会の活動支援として寄付できるようになっている。なお、花咲くいろはデザインのTカードの発行受付は2022年12月31日まで、Tポイントによる応援寄付の受付は2026年12月31日までの期間限定となっている[87]。